# ドリメノールシクラーゼ
ドリメノールシクラーゼ(Drimenol cyclase、EC 3.1.7.7)は、以下の化学反応を触媒する酵素である。
(2E,6E)-ファルネシル二リン酸 + 水{\displaystyle \rightleftharpoons }ドリメノール + 二リン酸
従って、この酵素の基質は(2E,6E)-ファルネシル二リン酸と水の2つ、生成物はドリメノールと二リン酸の2つである。
この酵素は加水分解酵素、特に二リン酸モノエステル加水分解酵素に分類される。系統名は、(2E,6E)-ファルネシル二リン酸 ジホスホヒドロラーゼ (ドリメノール形成)((2E,6E)-farnesyl-diphosphate diphosphohydrolase (drimenol-forming))である。